# Hymenocephalus
A Hymenocephalus a sugarasúszójú halak (Actinopterygii) osztályának a tőkehalalakúak (Gadiformes) rendjébe, ezen belül a hosszúfarkú halak (Macrouridae) családjába tartozó nem.

## Rendszerezés
A nembe az alábbi 23 faj tartozik:
- Hymenocephalus aeger Gilbert & Hubbs, 1920
- Hymenocephalus antraeus Gilbert & Cramer, 1897
- Hymenocephalus aterrimus Gilbert, 1905
- Hymenocephalus barbatulus Gilbert & Hubbs, 1920
- Hymenocephalus billsam Marshall & Iwamoto, 1973
- Hymenocephalus fuscus McMillan & Iwamoto, 2014
- Hymenocephalus grimaldii Weber, 1913
- Hymenocephalus hachijoensis Okamura, 1970
- Hymenocephalus italicus Giglioli, 1884 - típusfaj
- Hymenocephalus lethonemus Jordan & Gilbert, 1904
- Hymenocephalus longibarbis (Günther, 1887)
- Hymenocephalus longiceps Smith & Radcliffe, 1912
- Hymenocephalus longipes Smith & Radcliffe, 1912
- Hymenocephalus maculicaudus McMillan & Iwamoto, 2014
- Hymenocephalus megalops Iwamoto & Merrett, 1997
- Hymenocephalus nascens Gilbert & Hubbs, 1920
- Hymenocephalus neglectissimus Sazonov & Iwamoto, 1992
- Hymenocephalus nesaeae Merrett & Iwamoto, 2000
- Hymenocephalus papyraceus Jordan & Gilbert, 1904
- Hymenocephalus semipellucidus Sazonov & Iwamoto, 1992
- Hymenocephalus striatissimus Jordan & Gilbert, 1904
- Hymenocephalus striatulus Gilbert, 1905
- Hymenocephalus torvus Smith & Radcliffe, 1912